# Arturo Issel
Arturo Issel (né le 11 avril 1842 à Gênes et mort le 27 novembre 1922 dans cette même ville) est un géologue, un paléontologue et un malacologiste italien.

## Biographie
Arturo Issel poursuit ses études de sciences naturelles à l'université de Gênes. Il commence par effectuer des expéditions en Ligurie et près de la Provence. Il publie à l'âge de vingt-deux ans en 1864 un texte à propos d'une grotte ossifère près de Finale Ligure, appelée depuis la Caverna delle Arene Candide.
Il participe à plusieurs expéditions, dont une en Afrique orientale sous la direction d'Orazio Antinori avec Odoardo Beccari en 1870, et une en Méditerranée en 1877 avec l'entomologiste Raffaello Gestro (1845-1936) à bord de La Violante, commandée par le capitaine D'Albertis.
Il devient professeur ordinaire de géologie et de minéralogie de l'université de Gênes en 1866, poste définitif en 1870, jusqu'en 1891. Il est élu directeur du musée géologique de l'université de Gênes en 1891 et démissionne de la chaire de minéralogie pour se dédier entièrement à celle de géologie et à sa charge de directeur du musée, jusqu'en 1917.
Il s'intéresse à la préparation des naturalistes avant leurs voyages et écrit plusieurs manuels à ce sujet, ainsi qu'à l'archéologie préhistorique. Le professeur Issel devient président de la Société géologique italienne en 1893 et en 1921 et 1922 (année de sa mort) de la Società Ligure di Storia Patria.
Son fils, Raffaele Issel, devient professeur de zoologie de l'université de Gênes en 1923.

## Quelques publications
- Liguria geologica e preistorica, con note e disegni originali di N. Morelli; panorami e fotografie di G. Dalle piane, 3 vol. (2 vol. di testo e un atlante), Genova, Antonio Donath Editore, 1882.
- Bibliografia scientifica della Liguria, (geologia, paleontologia, mineralogia, geografia, meteorologia, etnografia, paletnologia e scienze affini), Genova, Tip. Marittima, 1887.
- Compendio di geologia, col concorso dell'ing. S. Traverso. Parte 1, Torino, Unione-Tipografica-Editrice, 1896.
- Compendio di geologia, col concorso dell'ing. S. Traverso. Parte 2, Torino, Unione-Tipografica-Editrice, 1897.
- Viaggio nel Mar Rosso e tra i Bogos, E. Treves editore, Milano, 1872.
- (a cura di Arturo Issel), Istruzioni Scientifiche pei viaggiatori raccolte da Arturo Issel in collaborazione dei signori Giovanni Celoria, Michele Stefano De Rossi, Raffaello Gestro, Enrico Giglioli, Guido Grassi, Angiolo Manzoni, Antonio Piccone, Gustavo Uzielli e Arturo Zannotti, Ministero di Agricoltura, Industria e Commercio, Roma, ed. eredi Botta, 1881, 556 pp.

Malacologie
- A. Issel (1874). Molluschi Borneensi. Genova, Tipografia del R. Instituto Sordo-Muti.
- A. Issel (1869). Malacologia del Mar Rosso. Ricerche zoologiche e paleontologiche. Pisa, pp. I-XI, 1-387, Pl. I-V.
- E. Giglioli & A. Issel (1884). Pelagos, saggi sulla vita e sui prodotti del mare. Genova, Tipografia del R. Istituto de' Sordo-Muti.

## Sources
- (en) Cesare Conci et Roberto Poggi (1996), Iconography of Italian Entomologists, with essential biographical data. Memorie della Società entomologica italiana, 75 : 159-382.  (ISSN 0037-8747)